# Дементьєва Раїса Федорівна
Раїса Федорівна Дементьєва (14 квітня 1925, місто Рязань, тепер Російська Федерація — 22 листопада 2022, місто Москва, Російська Федерація) — радянська державна діячка, 2-й секретар Московського міського комітету КПРС. Член Центральної Ревізійної комісії КПРС у 1961—1966 роках. Кандидат у члени ЦК КПРС у 1966—1976 роках. Член ЦК КПРС у 1976—1986 роках. Депутат Верховної Ради СРСР 10—11-го скликань.

## Життєпис
У 1943—1947 роках — робітниця-склеювачка, інструктор цеху із склейки виробів Московського заводу «Каучук».
У 1947—1950 роках — секретар комітету ВЛКСМ Московського заводу «Каучук».
Член ВКП(б) з 1948 року.
У 1950—1952 роках — завідувач організаційного відділу, 2-й секретар Фрунзенського районного комітету ВЛКСМ міста Москви.
З 1952 року — інструктор відділу пропаганди і агітації Фрунзенського районного комітету ВКП(б) міста Москви.
У 1957 році закінчила Московський економіко-статистичний інститут.
У 1957—1960 роках — секретар партійного комітету Московського заводу «Каучук».
У вересні — грудні 1960 року — секретар Ленінського районного комітету КПРС міста Москви.
У грудні 1960 — 27 жовтня 1980 року — секретар Московського міського комітету КПРС.
27 жовтня 1980 — 21 січня 1986 року — 2-й секретар Московського міського комітету КПРС.
З січня 1986 року — персональний пенсіонер союзного значення в Москві.
Померла 22 листопада 2022 року в Москві, похована на Троєкурівському цвинтарі (ділянка 1).

## Нагороди і звання
- орден Леніна (1985)
- орден Жовтневої Революції
- два ордени Трудового Червоного Прапора (1975,)
- орден Дружби народів (1980)
- орден «Знак Пошани» (1948)
- медалі